# Forever Changes
Forever Changes — третий студийный альбом калифорнийской группы Love. По мнению многих слушателей и критиков, данная запись — веха в развитии психоделического рока.
Гитарист группы Джонни Эколз называет Forever Changes своим любимым альбомом Love.
В 2011 году альбом был включён в Национальный реестр аудиозаписей США.

## Список композиций
Все песни написаны Артуром Ли, за исключением указанных.

### Первая сторона
1. «Alone Again Or» (Брайан МакЛин) — 3:16
2. «A House Is Not a Motel» — 3:31
3. «Andmoreagain» (Ли/МакЛин) — 3:18
4. «The Daily Planet» — 3:30
5. «Old Man» (МакЛин) — 3:02
6. «The Red Telephone» — 4:46

### Вторая сторона
1. «Maybe the People Would Be the Times or Between Clark and Hilldale» — 3:34
2. «Live and Let Live» — 5:26
3. «The Good Humor Man He Sees Everything Like This» — 3:08
4. «Bummer in the Summer» — 2:24
5. «You Set the Scene» — 6:56

## Участники записи

### Love
- Артур Ли (Arthur Lee) — ведущий вокал, гитара, аранжировка
- Джонни Эколс (Johnny Echols) — соло-гитара
- Брайан МакКлиан (Bryan MacLean) — ритм-гитара, вокал (ведущий вокал в песнях «Alone Again Or» и «Old Man»), аранжировка
- Кен Форсси (Ken Forssi) — бас-гитара
- Майкл Стюарт (Michael Stuart) — ударные, перкуссия, вокал

### Приглашённые музыканты
- Дэвид Эйнджел (David Angel) — аранжировка, оркестровка
- Хэл Блэйн (Hal Blaine) — ударные («Andmoreagain» и «The Daily Planet»)
- Кэрол Кей (Carol Kaye) — бас-гитара («Andmoreagain»), акустическая гитара («The Daily Planet»)
- Дон Рэнди (Don Randi) — фортепиано
- Билли Стрэйндж (Billy Strange) — гитара («Andmoreagain» и «The Daily Planet»)
- Нил Янг (Neil Young) — аранжировка («The Daily Planet»)

### Оркестр
- Роберт Барене (Robert Barene) — скрипка
- Арнолд Белник (Arnold Belnick) — скрипка
- Джеймс Гетзофф (James Getzoff) — скрипка
- Маршалл Соссон (Marshall Sosson) — скрипка
- Даррел Тервиллайджер (Darrel Terwilliger) — скрипка
- Норман Ботник (Norman Botnick) — альт
- Джесси Эрлих (Jesse Ehrlich) — виолончель
- Чак Бергхофер (Chuck Berghofer) — контрабас
- Бад Брисбойс (Bud Brisbois) — трубы
- Рой Кэтон (Roy Caton) — трубы
- Олли Митчелл (Ollie Mitchell) — трубы
- Ричард Лейт (Richard Leith) — тромбон

### Продюсирование и оформление
- Брюс Ботник (Bruce Botnick) и Артур Ли — продюсеры
- Брюс Ботник — инженер
- Джек Хольцман (Jac Holzman) — руководитель записи
- Зэл Скрэйбер (Zal Schreiber) — мастеринг
- Уильям С. Харви (William S. Harvey) — оформление обложки
- Боб Пэппер (Bob Pepper) — обложка